# Distretto di Bielsk
Il distretto di Bielsk (in polacco powiat bielski) è un distretto polacco appartenente al voivodato della Podlachia.

## Geografia antropica

### Suddivisioni amministrative
Il distretto comprende 8 comuni.
- Comuni urbani: Bielsk Podlaski, Brańsk
- Comuni rurali: Bielsk Podlaski, Boćki, Brańsk, Orla, Rudka, Wyszki

Il bielorusso è riconosciuto e tutelato come lingua della minoranza nel comune urbano di Bielsk Podlaski e nei comuni rurali di Bielsk Podlaski e Orla.